# SMS Hertha
El SMS  Hertha  fue un crucero protegido de la Armada imperial alemana, perteneciente a la clase Victoria Louise, clase creada fines del siglo XIX.

## Construcción
Fue construido por el astillero AG Vulcan de Stettin, y puesto en grada en octubre de 1895, con el nombre provisional de crucero "K", siendo botado el 14 de abril de 1897. Su construcción, tuvo un coste total de 9 932 000 marcos de oro. El bautizo con el nombre "Hertha" lo llevó a cabo el hijo del príncipe regente Leopoldo de Baviera, más tarde rey Luis III. Durante el equipamiento adicional en el Astillero Imperial de Kiel el crucero, que se encontraba en el muelle, fue embestido por el transatlántico Baden sin sufrir daños de consideración.

## Diseño

### Dimensiones y maquinaria
El Hertha tenía una eslora de 109,8 m a nivel de la línea de flotación y total de 110,69 m, con una mánga máxima de 17,42 m y un calado máximo de 6,90 m; un desplazamiento estándar de 5 660 t y de 6 491 t a plena carga. El buque, usaba para desplazarse 3 máquinas de vapor de triple expansión que accionaban tres hélices con una potencia de 10 000 CV, que le proporcionaban una velocidad máxima de 19,5 nudos.
Entre 1905 y 1911, los buques de la clase Victoria Louise fueron modernizados modificándose sus calderas y sus tres chimeneas originales, que se dejaron en dos.

### Blindaje y armamento
El Hertha estaba protegido por una placa de blindaje de 101 mm en su cubierta. Su armamento, estaba compuesto por una mezcla de calibres. Su armamento principal, consistía en dos cañones de 204 mm montados en torretas simples, una a proa y otra a popa. Su batería secundaria, estaba formada por ocho cañones de 150 mm montados en casamatas, 4 a lo largo de cada banda, junto a 10 piezas de 88 mm, también en casamatas, dispuestas a lo largo de las bandas. El buque, también estaba armado con tres tubos lanzatorpedos de 450 mm.

## Historial de servicio
Las primeras pruebas de servicio tuvieron lugar a partir del 23 de julio de 1898. El Hertha sirvió como crucero colonial tras ser dado de alta en la armada alemana. El 11 de abril de 1899, inició una travesía que le llevaría desde Alemania a la concesión alemana de Tsingtao, en la costa de China. El 21 de mayo llegó a Singapur y el 8 de junio a Tsingtao, donde fue asignado a la escuadra alemana del este asiático, en la que sirvió como buque insignia, relevando al crucero Kaiser, desde el 17 de febrero de 1900, hasta que fue reemplazado por el Fürst Bismarck en 1903. El Hertha participó en combate durante el levantamiento de los bóxers en 1900.
El 31 de diciembre de 1904, el Hertha dejó la escuadra del este asiático, e inició su viaje de retorno hasta Kiel, donde arribó el 12 de mayo de 1905. En 1906 entró en dique seco, donde fue sometido a modernización, cambiándose sus calderas, y reduciendo en una el número de sus chimeneas, finalizando las obras en 1908, año en el que cambió su cometido por el de buque escuela.

### Primera Guerra Mundial
El Hertha tuvo una corta carrera durante la Primera Guerra Mundial. Tras la rotura de las hostilidades, fue asignado tareas de defensa costera en el V grupo de exploración. El 16 de noviembre de 1914, el Hertha fue apartado del servicio de primera línea para ser utilizado como buque cuartel en Flensburgo. Desarmado en 1916, continuó usándose como barracón de alojamiento de tropas hasta el final de la guerra. En 1919, el Hertha fue dado de baja del registro naval, y en 1920, fue vendido y desguazado en Audorf.
Después de regresar a Alemania a finales de julio, el Hertha había comenzado los preparativos para el crucero de entrenamiento anual, pero fueron interrumpidos por el estallido de la guerra a finales de mes. El Hertha fue asignada al V Grupo de Exploración e inicialmente estuvo empleado como guardia en el mar Báltico occidental en agosto y septiembre. Se unió a su gemelo, el Vineta y al crucero blindado Friedrich Carl para un patrullaje en el Báltico oriental del 24 al 26 de octubre; el comandante del V Grupo de Exploración, Konteradmiral Gisberth Jasper, designó temporalmente al Hertha como buque insignia de la operación. La intención de los alemanes era penetrar hasta el Golfo de Finlandia, y aunque los barcos no encontraron oposición, los informes de submarinos enemigos llevaron a Jasper a cancelar la operación mientras se encontraba frente a Lyserort. El 28 de octubre, Jasper regresó a su anterior buque insignia, el Hansa. Sin embargo, a finales de 1914, los barcos fueron nuevamente retirados del servicio debido a su vulnerabilidad a los ataques con minas y torpedos. El Hertha, que había estado estacionado en Swinemünde, se retiró hacia el oeste el 30 de octubre. El 16 de noviembre fue dado de baja y posteriormente convertido en barco cuartel. Con base en Flensburgo, apoyó a las tripulaciones de la base de hidroaviones hasta el final de la guerra. Tras la derrota de Alemania en noviembre de 1918, el Hertha fue eliminado del registro naval el 6 de diciembre de 1919 y vendido en Audorf-Rendsburg, siendo desguazado al año siguiente.

### Buques de la clase
• SMS Victoria Louise
• SMS Freya
• SMS Vineta
• SMS Hansa

### Listas relacionadas
Buques de la Kaiserliche Marine